# Полет 2431 на „Аеромексико Кънект“
Полет 2431 на „Аеромексико Кънект“ e вътрешен редовен пътнически полет от международното летище „Дуранго“, Дуранго, до международното летище „Мексико Сити“, Мексико, Мексико, управляван от „Аеромексико Кънект“. На 31 юли 2018 г. самолетът „Ембраер 190AR“, който изпълнява полета, се разбива в пистата малко след излитане от Дуранго, като преди това бързо губи скорост и височина. При сблъсъка двигателите се отделят от машината и тя спира на около 300 м отвъд пистата, след което се запалва и е напълно унищожена. Всички 103 души на борда оцеляват, но 39 пътници и членове на екипажа са ранени.
Окончателният доклад за катастрофата е публикуван на 23 февруари 2019 г. Разследващите установяват, че основната причина за инцидента са неблагоприятните метеорологични условия, които възникват по време на полета, а допринасящи фактори включват грешка на екипажа, грешка на ръководителя на полетите и липсата на оборудване, което може да открие условия на срязване на вятъра на летищата. Доказано е, че неупълномощен студент-пилот в пилотската кабина, който управлява самолета по време на излитане, разсейва екипажа, а това довежда до загуба на осведоменост за ситуацията. Екипажът не успява да реагира на опасните метеорологични условия и не забелязва нередности в индикаторите за въздушна скорост, които могат да ги предупредят за потенциални опасности. Единственият дежурен ръководител на полетите на летището по това време също не успява да уведоми самолета за бързо влошаващите се метеорологични условия.
Инцидентът и последвалото разследване довеждат до промени в мексиканските авиационни разпоредби, за да се предотврати присъствието на неназначени членове на екипажа в пилотската кабина на самолет по всяко време на полета. Разследващите също правят няколко препоръки за промени в обучението на екипажа и ръководителите на полети, както и за подобряване на възможностите на оборудването, което показва метеорологичните условия на летищата, за да се подобри цялостната авиационна безопасност.